# Chiesa di San Martino Vescovo (Beverino)
La chiesa di San Martino Vescovo è un luogo di culto cattolico situato nella frazione di Cavanella Vara nel comune di Beverino, in provincia della Spezia. La chiesa è sede della parrocchia omonima del vicariato della Bassa Val di Vara della diocesi della Spezia-Sarzana-Brugnato.

## Descrizione e storia
La chiesa venne edificata nella seconda metà del XVIII secolo dopo l'abbandono della primitiva sede, della quale si vedono ancora i ruderi, su parte delle fondamenta della fortezza della famiglia Malaspina, edificata nel 1508 e avente una torre ancora integra, la quale verrà utilizzata come abside dell'edificio.
La parrocchia venne eretta ufficialmente il 3 luglio 1790 e nel 1822 passò alla diocesi di Apuania.
In tempi più recenti, il 29 giugno 1942, la parrocchia venne elevata a prioria come premio ai parrocchiani per aver costruito la canonica, abbellito la chiesa e versato una somma per le necessità spirituali della nuova zona industriale della già citata Apuania e l'11 ottobre 1959 fu aggregata alla diocesi di Brugnato (dal 1986 in plena unione con le diocesi della Spezia e di Sarzana nella diocesi della Spezia-Sarzana-Brugnato).
Sul sagrato è posta la statua raffigurante il santo patrono nell'atto di consegnare il proprio mantello diviso ad un poverello, commissionata dall'allora parroco don Telesforo Pieretti, Padre Passionista, collocata in loco il 25 settembre 1938 per commemorare la prima missione predicatoria in zona avvenuta nel 1922.